# جيمي دوجلاس
جيمي دوجلاس (بالإنجليزية: Jimmy Douglass)‏ هو مهندس الصوت ومنتج أسطوانات وملحن أمريكي، ولد في القرن العشرين.

## وصلات خارجية
- الموقع الرسمي
- جيمي دوجلاس على موقع ميوزك برينز (الإنجليزية)
- جيمي دوجلاس على موقع أول ميوزيك (الإنجليزية)
- جيمي دوجلاس على موقع ديسكوغز (الإنجليزية)